# HD96391
HD96391 — хімічно пекулярна зоря спектрального класу A5, що має видиму зоряну величину в смузі V приблизно  7,0.
Вона  розташована на відстані близько 478,9 світлових років від Сонця.